# 도상학

한스 홀바인의 〈대사들(The Ambassadors)〉은 복잡한 아이코노그래피 요소들을 가진 작품으로 그 해석에 있어 이론(異論)이 분분한 작품이다.

아이코노그래피(Iconography) 또는 도상학(圖像學) 은 아이콘, 즉 도상(圖像)의 내용들을 판정하고 서술하고 해석하는 것을 연구 과제로 하는 미술사(art history)의 한 분과이다. 따라서 아이코노그래피에서는 아이콘에 묘사되어 있는 주제들, 즉 화제(畵題)들과, 그 화제들을 나타내기 위해 사용된 개별 구성 요소들과 세부 사항들, 그리고 유파별 미술 양식(artistic style)과는 구별되는 다른 요소들을 판정하고 서술하고 해석한다.
"아이코노그래피(iconography)"라는 낱말은 고대 그리스어의 에이콘(εἰκών, eikon)과 그라페인(γράφειν, graphein)에서 유래한 것으로, 에이콘은 영어의 이미지(image)에 해당하며 그림, 이미지 또는 상(像) 등의 도상(圖像), 즉 아이콘(icon)을 뜻하고, 그라페인은 쓰다(write)의 뜻이다. 이러한 1차적인 의미에서 파생된 2차적인 의미로서, 고대 그리스어의 에이콘(εἰκών), 즉 영어의 아이콘(icon)은 성화상(聖畵像)을 뜻하는데 특히 비잔틴 미술과 동방 정교회 전통의 성화상을 뜻한다. 이 2차적인 의미 문맥에서의 아이코노그래피는 비잔틴 미술과 동방 정교회 전통의 조각이나 그림에 나타난 여러 요소의 종교적 내용을 밝히는 학문이다. 또한 이런 의미가 확장되어, 아이코노그래피 또는 도상학은 기독교와 불교 등 제 종교의 조각이나 그림에 나타난 여러 요소의 종교적 내용을 밝히는 학문으로 정의되기도 한다.
예를 들어, "미트라교의 주요 아이콘들 중 하나인 미트라가 황소를 죽이는 장면인 토럭터니라는 아이콘에 대한 아이코노그래피"라는 말에서와 같이, 특정 아이콘에 대한 아이코노그래피는 그 특정 아이콘에 들어 있는 내용에 대해 논하는 것을 뜻하는데, 예를 들어, 포함된 인물들과 사물들의 수와 이름을 논하고 그들의 위치와 제스처를 논하는 것 등이 이에 속한다.
아이코노그래피라는 낱말은 미술사외에도 기호학 · 언론학 등과 같은 많은 다른 학문 분야에서도 사용되고 있다.

## 같이 보기
- 메타내러티브